# Grammatica
Grammatica – narzędzie do generowania analizatorów składniowych z opisu gramatyki. Generuje parsery w językach C# i Java, tworząc dobrze udokumentowane i czytelne kody źródłowe. Obsługuje gramatyki typu LL(k) z nieograniczoną liczbą podglądanych symboli.
Generator parserów Grammatica jest udostępniony na zasadach licencji GNU LGPL.